# Créateur de l'année du Salon du meuble
Le Prix du Créateur de l’année du Salon du meuble de Paris, créé en 1983, consacre chaque année un créateur contemporain, architecte ou designer. Il s'est substitué au Prix René-Gabriel créé en 1950 pour le Salon des arts ménagers. Le salon Maison et Objet (en) ouvert en 1995 au Parc des expositions de Paris-Nord Villepinte choisit également des Créateurs puis Designers de l'année à partir de 1998. Le Salon du meuble de la Porte de Versailles ferme ses portes en 2009, où il est remplacé en 2012 par le Salon Esprit Meuble.
Bien qu'ayant récompensé essentiellement des artistes français, ce prix compte parmi ses lauréats des designers étrangers de premier plan.

## Lauréats
| Année | Designer                                    | Activité                                     |
| ----- | ------------------------------------------- | -------------------------------------------- |
| 1983  | Michel Cadestin France                      | Designer de mobilier                         |
| 1984  | Pascal Mourgue France                       | Designer de mobilier                         |
| 1985  | Philippe Starck France                      | Designer industriel, designer de mobilier    |
| 1986  | Alain Chauvel France                        | Designer de mobilier                         |
| 1987  | Martin Szekely France                       | Designer industriel                          |
| 1988  | Jean Nouvel France                          | Architecte                                   |
| 1989  | Jean-Michel Wilmotte France                 | Architecte, designer                         |
| 1990  | Sylvain Dubuisson France                    | Designer, architecte                         |
| 1991  | Élisabeth Garouste et Mattia Bonetti France | Designers de mobilier                        |
| 1992  | Kristian Gavoille France                    | Designer, architecte d'intérieur             |
| 1993  | Marc Newson Australie                       | Designer                                     |
| 1994  | Christophe Pillet France                    | Designer de mobilier                         |
| 1995  | Ron Arad Israël                             | Designer de mobilier                         |
| 1996  | Philippe Chaix et Jean Paul Morel France    | Architectes                                  |
| 1997  | Marc Sadler France                          | Designer industriel, designer de mobilier    |
| 1998  | Ross Lovegrove Royaume-Uni                  | Designer industriel                          |
| 1999  | Alberto Meda Italie                         | Designer industriel, designer de mobilier    |
| 2000  | Radi designers France                       | Designer industriel, designer de mobilier    |
| 2001  | Maarten Van Severen Belgique                | Architecte d'intérieur, designer de mobilier |
| 2002  | François Bauchet France                     | Designer de mobilier                         |
| 2003  | Ronan et Erwan Bouroullec France            | Designer de mobilier                         |
| 2004  | Hella Jongerius Pays-Bas                    | Designer de mobilier                         |
| 2005  | Pierre Charpin France                       | Designer industriel, designer de mobilier    |
| 2006  | Matali Crasset France                       | Designer de mobilier                         |
| 2007  | Jean-Marie Massaud France                   | Designer de mobilier                         |
| 2008  | Pierre Paulin France                        | Designer de mobilier                         |
| 2009  | François Azambourg France                   | Designer de mobilier                         |